# Bannalec
Bannalec (tiếng Breton: Banaleg) là một xã của tỉnh Finistère, thuộc vùng Bretagne, miền tây bắc Pháp.

## Dân số
Người dân ở Bannalec được gọi là Bannalécois.